# ヴォツェック
『ヴォツェック』（Wozzeck）作品7は、アルバン・ベルクが作曲した3幕のオペラ。ドイツの劇作家ゲオルク・ビューヒナーの未完の戯曲『ヴォイツェック』をもとにした作品。

## 作曲の過程
1914年の5月5日にウィーンのレジデンツェビューネで上演されたオイゲン・キリアン演出による『ヴォイツェック』を観たベルクはオペラ化を思い立ち、全27場をそれぞれ5つの場から成る3幕にまとめた台本を自ら書いた。本来、この人物の名はWoyzeck（ヴォイツェック）であるが、筆写の悪筆のためyをzと読んでいたためにWozzeck（ヴォツェック）と誤読した。作曲中にベルクはこの事実を知ることとなったが、結局変更はしなかった。1914年末に台本の草稿を完成させ、音楽のスケッチもいくつか書いていたが、『管弦楽の為の3つの小品』を完成させるためにオペラの作業は一時中断し、さらに徴兵などで作曲は遠のいてしまい、1917年まで待たなければならなかった。
作曲は1917年から再開され、1919年7月に第1幕を、第2幕は1921年8月にそれぞれ書き終えている。また全曲がショートスコアの形で完成したのは同年の10月のことで、完全な総譜として完成されたのは1922年4月まで要した。

## 初演
オペラはすぐに上演されることはなかったが、ヘルマン・シェルヒェンの助言で演奏会用の楽曲を準備し、『ヴォツェックからの3つの断章』（3 Bruchstücke aus "Wozzeck"）として3つの場面（1. 第1幕第2場・第3場 2. 第3幕第1場 3. 第3幕第4場・第5場）を抜粋し、ソプラノと管弦楽で演奏できるようにした。この抜粋した断章は1924年6月11日に、ヘルマン・シェルヘンによってフランクフルトで初演された。舞台初演は1925年12月14日にベルリン国立歌劇場でエーリヒ・クライバーの指揮によって行われた。『春の祭典』の120回を上回る137回の稽古を必要とした。この初演は激しい論争を呼んでいる。
『3つの断章』の日本初演はベルクの作品の中では早く行われており、1937年6月9日に、日比谷公会堂にて、ヨーゼフ・ローゼンシュトック指揮、関種子のソプラノ、新交響楽団が演奏している。しかしながら、全体の初演は戦後しばらく経ってのことである。1963年10月25日、日生劇場にてハインリヒ・ホルライザーとベルリン・ドイツ・オペラによる。

## 楽器編成
ピットのオーケストラ
ワーグナーの「ニーベルンクの指輪」の影響を受けた4管編成である。
- 木管楽器:フルート4（全員ピッコロ持ち替え）、オーボエ4（第4奏者コーラングレ持ち替え）、クラリネット（B♭管）4（第1奏者A管、第3・第4奏者E♭管持ち替え）、バスクラリネット、ファゴット3、コントラファゴット
- 金管楽器:ホルン4、トランペット（F管）4、トロンボーン4（アルト1、テナー2、バス1）、チューバ
- 打楽器:ティンパニ（2人・4個）、シンバル各種（合わせ1、吊り1、大太鼓に取り付けたもの1）、大太鼓、小太鼓、タムタム2（大小）、トライアングル、鞭、シロフォン
- その他:チェレスタ、ハープ、弦五部（14型から16型：計50 - 60人）

舞台上
- マーチング・バンド：ピッコロ、フルート2、E♭管クラリネット2、ファゴット2、ホルン2、トランペット（F管）2、トロンボーン3、チューバ、シンバル付き大太鼓、小太鼓、トライアングル
ベルクはマーチング・バンドの奏者がピットのオーケストラから抜き出されることを想定して、総譜の脚注で第1幕第2場の終わりに抜け出せる箇所を示している。
- 酒場の楽団：フィドル（調弦を変えたヴァイオリン）2、C管クラリネット、ギター、F管ボンバルドン（または弱音器を付けたチューバ）、アコーディオン
- 調子の狂ったアップライト・ピアノ（第3幕第3場）

## オペラの劇と音楽構成
「ヴォツェック」の劇と音楽は古典的な音楽形式によって細部まで緻密に構成されており、ワーグナーの楽劇以上に両者は不可分である。
| 第1幕<5つの音楽的小品>       | 第1幕<5つの音楽的小品>                                                                |
| 各場                         | 構成                                                                                  |
| ---------------------------- | ------------------------------------------------------------------------------------- |
| 第1場「大尉」                | 組曲〜管弦楽後奏                                                                      |
| 第2場「アンドレアス」        | ラプソディ、狩りの歌〜管弦楽後奏                                                      |
| 第3場「マリー」              | 軍隊行進曲、子守歌〜管弦楽移行部                                                      |
| 第4場「医者」                | パッサカリア（シャコンヌ）…12音による主題と21の変奏〜導入部                           |
| 第5場「鼓手長」              | アンダンテ・アフェットッゥオーゾ（クワジ・ロンド）                                    |
| 第2幕<5楽章の交響曲>         |                                                                                       |
| 各場                         | 構成                                                                                  |
| 第1場                        | 管弦楽前奏〜ソナタ〜管弦楽後奏                                                        |
| 第2場                        | 3つの主題によるファンタジーとフーガ〜移行部と導入部                                   |
| 第3場                        | ラルゴ（シェーンベルクの室内交響曲の編成による） 〜移行部と前奏（レントラー）         |
| 第4場                        | スケルツォ〜後奏（ワルツ）                                                            |
| 第5場                        | ロンド・マルチアーネ・コン・イントロドゥツィオーネ                                    |
| 第3幕<6つのインヴェンション> |                                                                                       |
| 各場                         | 構成                                                                                  |
| 第1場                        | 一つの主題によるインヴェンション〜管弦楽後奏                                          |
| 第2場                        | 一つの音（ロ音）によるインヴェンション〜移行部（ロ音）                                |
| 第3場                        | 一つのリズムによるインヴェンション（スケルツォ）〜管弦楽後奏                          |
| 第4場                        | 6度和音によるインヴェンション〜一つ調（ニ短調）によりインヴェンション（管弦楽終結部） |
| 第5場                        | 8分音符によるインヴェンション（ペルペトゥム・モビレ）                                 |

## 演奏時間
約1時間35分（第1幕：35分、第2幕：35分、第3幕：25分）

## 配役
| 人物名         | 声域                                                | 役                             |
| -------------- | --------------------------------------------------- | ------------------------------ |
| ヴォツェック   | バリトン (またはシュプレッヒシュティンメ)           | 貧しい一兵卒                   |
| 鼓手長         | テノール                                            | マリーの愛人                   |
| アンドレス     | リリック・テノール (またはシュプレッヒシュティンメ) | ヴォツェックの同僚の兵士で友人 |
| 大尉           | テノール                                            | ヴォツェックの上官             |
| 医者           | バス/(バス・ブッフォ)                               | 生体実験をしている医者         |
| マルグレート   | アルト                                              | マリーの隣人                   |
| マリー         | ソプラノ                                            |                                |
| マリーの息子   | 歌い手                                              |                                |
| 徒弟職人1      | 低いバス/及びシュプレッヒシュティンメ               |                                |
| 徒弟職人2      | 高バリトン/テノール                                 |                                |
| 1人の兵士      | テノール・ソロ                                      |                                |
| 白痴           | テノール                                            |                                |
| 女中たち       | 2声 (ソプラノ/アルト)                               |                                |
| 兵士と徒弟たち | テノール、バリトン、バス各6声                       |                                |
| 子供たち       | 斉唱                                                |                                |

## あらすじ
ビューヒナーの戯曲は、1821年に実際に起こったヨハン・クリスティアン・ヴォイツェックという名の元兵士の情婦殺人事件をもとに書かれている。貧しい床屋上がりの兵士が、鼓手長と通じた内縁の妻マリーを殺すという陰惨な内容の物語である。

### 第1幕
第1場 大尉の部屋、早朝
床屋上がりの兵士ヴォツェックが大尉の髭を剃っている。ベートーヴェンの「田園交響曲」そっくりなリズムが指導動機的に活用される。大尉はヴォツェックに「ゆっくりやれ」と命令し、結婚しないで女に子供を産ませたことを非難する。黙って聞いていたヴォツェックだが、「自分のような貧乏人は道徳的に子供を作れといわれたってできやしないんです」と食って掛かる。これに辟易した大尉は髭剃りを終えたヴォツェックに対し「落ち着いて、ゆっくりな」と言って帰す。
第2場 郊外の野原、夕方
ヴォツェックが仲間の兵士アンドレスと一緒に大尉の杖を作るために木を切り取っている。ヴォツェックは「ここは呪われている。足の下で何かが動き回っているのが聞こえないか？」とアンドレスに言い、この場から去ろうとすると太陽が沈み、辺りは真っ暗となる。
「火だ、地から天へ燃え上がり、天からラッパの響きが聞こえる。静かだ、全てが死んだようだ」と口走るヴォツェックをアンドレスが連れ去って行く。
第3場 マリーの部屋、夕方
マリーが子供をあやしていると、軍楽隊がやって来て先頭を歩く鼓手長がマリーに挨拶をする。これに親しそうに答えるマリーを見て、隣に住むマルグレートが嫌味を言う。これに腹を立てたマリーが窓を乱暴に閉め、子供に子守唄を歌い始めると窓を叩く音。マリーが窓を開けるとヴォツェックが立っており、「すべては灼熱の中に燃えた。すべてが真っ暗だ。そいつは町の入口まで俺の後を追ってきた」と訳のわからないことを口走る。落ち着かせようとマリーは子供を抱かせようとするが、ヴォツェックは子供を見ようともせず急いで立ち去る。
第4場 医者の書斎、午後
ヴォツェックは生活費の足しにしようと医者の生命実験体となっている。今週は咳をせず、豆しか食べてはいけないという指示を出している医者は、咳をしたところを見たと言ってヴォツェックを叱責し、来週は羊の肉しか食べてはいけないという指示を出すが、ヴォツェックは「太陽がまだ真昼に輝いている時に世界が燃えるようになって、恐ろしい声が俺に話しかけてきた！」などと言い始める。「局部性精神錯乱の第2種だ、はっきり出てきた」と自分の実験の成果が出てきたことを喜ぶ医者は「名声は不滅となる」と恍惚として叫ぶ。
第5場 マリーの家の前の通り、夕方
鼓手長を感心したように眺めていたマリーは「凄いわ！」と褒めながら近づく。鼓手長が「お前もいい女だ！鼓手長の訓練をしてやろう」と言ってマリーを抱く。はじめは拒むマリーだが、激しく抱く鼓手長に「どうでもいいわ、結局は同じなんだ」と言って、ふたりで家の中に入る。

### 第2幕
第1場 マリーの部屋、朝
マリーは子供を膝の上に乗せ、鼓手長にもらったイヤリングをつけ、鏡の欠片に映る自分の顔を見て「金持ちの奥さんたちと同じように自分の唇は赤いわ」と呟いている。そこに入って来たヴォツェックはイヤリングを見て「そこにしているのは何だ？」と訊くが、マリーは「拾った」と嘘をつく。納得できないヴォツェックだが、マリーに大尉、医者から貰った給料を渡して出ていく。マリーは自分が悪い女と責める。
第2場 町の通り、昼
急ぎ足の医者に「そう急ぎなさんな」と大尉が声をかける。「このところ急死する人が多いので忙しい」とその理由を話す医者は大尉に「4週間で脳卒中を起こす」と宣言する。これを聞いて大尉がショックを受けているところにヴォツェックが足早に通りかかるので、医者が呼び止める。落ち着きを取り戻した大尉はヴォツェックに「お前のうちの料理に男の髭が入っていなかったか？」と訊ね、マリーが鼓手長と良い仲になっていることを仄めかす。察しのついたヴォツェックは「神様、いっそ首を絞めてしまったら俺の気持ちも人に分かるだろう」と言って、足早に去っていく。
第3場 マリーの家の前、昼
マリーが戸口に立っていると、ヴォツェックが急ぎ足でやって来て、マリーをじっと見つめ「お前の唇は何て美しい」と言ってから、戸口の一角を指して激しく「そこだ！男はそこに立っていたのだ」と言い、「あばずれ女め」と手を振り上げる。しかしマリーが「私に触れないで」と叫ぶので、ゆっくり手を下ろすヴォツェック。マリーは「手でぶたれるより、ナイフで刺されたほうがましだわ」と言って家の中に入っていく。マリーをじっと見送ったヴォツェックは「ナイフのほうがましだと」と呟く。
第4場 酒場の庭、夜
楽隊がレントラー舞曲を演奏し、若者、娘、兵士たちが踊っている。入って来たヴォツェックはマリーが鼓手長と体を寄せながら踊っているのを見つけ、腹を立てる。そして二人のほうに向かおうとするが、その時踊りが終わるので座り込んでしまう。アンドレスに声をかけられるが、取り合おうとしないヴォツェック。そこに現れた愚者が「血の臭いがする」と言う。「目の前が赤くなる」と呟くヴォツェック。
第5場 兵営の衛兵室、夜
兵士たちが眠っている。だが眠れないヴォツェックはアンドレスに声をかけるが、相手にされない。そこに鼓手長が陽気に帰ってきて、「俺には女がある」と言い、その女がマリーであることを仄めかすので、ヴォツェックと取っ組み合いとなる。ヴォツェックはねじ伏せられるが、鼓手長は手を離して意気揚々と出ていく。「順々にひとりずつか」と呟くヴォツェック。

### 第3幕
第1場 マリーの部屋、夜
そばに子供を置いてマリーは机に向かって『聖書』を読んでいる。「ヨハネ福音書」第8章「姦通の女」のところを読んで神様に祈り、「ルカ福音書」第7章の「罪深い女を赦す」を読んで「私を憐れんでください」と、神様に祈るマリー。
第2場池のほとりの小道、夕暮れ
マリーと連れ立ってヴォツェックがやって来て、腰を下ろす。「お前は善人か、貞節か？」とマリーを責め立て、「なんてかわいい唇をしているんだ」と言ってヴォツェックはキスする。昇ってきた月を見て「血塗られた剣のようだ」と言ってヴォツェックはナイフを抜き、マリーの喉を突く。「助けて」と叫ぶマリーだが間もなくして絶命する。怖気づき走り出すヴォツェック。
第3場 居酒屋、夜
ポルカ・シュネルにのって娼婦や若者たちが踊っている。ヴォツェックはマルグレートに「こっちに来て座れよ」と声をかけ、歌をうたわされる。「今日は暴れたいんだ」と言うヴォツェックの手や腕に血が付着しているのを気づくマルグレート。「怪我をしたんだ」とその場しのぎで言い訳をするヴォツェックに、周りに集まってきた娼婦や若者たちは「これは人間の血の匂いがする」と騒ぎ出す。その場から逃げ出すヴォツェック。
第4場 池のほとりの小道、月夜
池によろめくようにやって来たヴォツェックは、殺人がばれたらたいへんとナイフを捜し回り、マリーの死体に躓く。「どうしてお前は首に赤い紐を巻いているのだ」と言うが、すでに彼は理性を失っている。ヴォツェックはやっと見つけたナイフを池に投げ入れるが、「これでは近すぎて見つかってしまう」ともっと遠くに投げようと池に入り、そのまま溺れてしまう。通りかかった医者と大尉は池のほうで物音がするのに気づき「誰かが溺れているようだ」と言うが、すぐに静かになると気味悪がってその場から立ち去る。
第5場 マリーの家の前、朝
子供たちが遊んでいる。そこにやって来た子供が、木馬に乗って遊んでいるマリーの子供に「君のお母さん死んだよ」と言う。子供たちはマリーの死体が置いている池のほうに走り去る。

## 備考
- ドイツの作曲家マンフレート・グルリットは、この曲と同じ戯曲によるオペラ『ヴォイツェック』を作曲している。『ヴォツェック』初演から約4ヵ月後の1926年4月26日、ブレーメンで初演された。全18場。
- 初の全曲の録音はかつてエーリヒのアシスタントを務めていたミトロプーロスおよびニューヨーク・フィルによる1951年の演奏会形式によるライヴ。
- エーリヒの息子で同じく高名な指揮者であったカルロス・クライバーはこの作品を得意とする一方で、演奏に際しては必ず父エーリヒが初演の際に使用したスコアを用いていたという。結局カルロスは正規において全曲の録音を残さなかったが、1970年にバイエルン国立歌劇場において上演した海賊版が出回っている[4]。その後、1982年にウィーン・フィル定期演奏会に客演した際、『3つの断章』を取り上げた。これも同じく海賊版で流通している[5]。

## 参考資料
- 『作曲家別名曲解説ライブラリー16 新ウィーン楽派』（音楽之友社）
- 『新グローヴ オペラ事典』（スタンリー・セイデイ著,白水社）
- ベルク:『ヴォツェック』全曲（クラウディオ・アバド指揮、ウィーン・フィルハーモニー管弦楽団、他）の解説書